# Mazzarrà Sant'Andrea
Mazzarrà Sant'Andrea es una localidad italiana de la provincia de Mesina, región de Sicilia, con 1.611 habitantes.

Ubicación de la ciudad de Mazzarrà Sant'Andrea dentro de la provincia de Mesina.

## Evolución demográfica
| Gráfica de evolución demográfica de Mazzarrà Sant'Andrea entre 1861 y 2001 |
|                                                                            |
| Fuente ISTAT - Elaboración gráfica por parte de Wikipedia                  |